# Второй храм
Второ́й храм (ивр. בֵּית הַמִּקְדָּשׁ הַשֵּׁנִי‎) — бывший храм в Иерусалиме, начало строительства которого было положено в правление Кира Великого; реконструирован Иродом Великим; разрушен во время штурма Иерусалима в ходе Первой Иудейской войны римской армией во главе с Титом. С 691 года на его месте находится мечеть «Купол Скалы». Со Вторым храмом связывается период в развитии иудаизма.
Общепринятой считается датировка окончания постройки Второго храма 516 годом до н. э., но есть предположение, что окончание датируется 417 годом до н. э. В еврейской традиции строительство датируется 348 годом до н. э.
Период между разрушением Первого храма (Храм Соломона), и построением Второго храма составляет 70 лет (586—516 до н. э.).

## Храм Зоровавеля (516 — 20 до н. э.)

### Строительство храма
В 538 году до н. э., после завоевания Вавилонии, персидский царь Кир Великий, как сообщает библейская Книга Ездры (гл. 1), издал декрет, разрешавший изгнанникам возвратиться в Иудею и восстановить Иерусалимский храм, разрушенный вавилонским царём Навуходоносором. Текст декрета Кира записан в двух версиях — на иврите и на арамейском. Ивритский текст гласит:

Так говорит Кир, царь персидский: все царства земли дал мне Господь, Бог небесный, и Он повелел мне построить Ему дом в Иерусалиме, что в Иудее. Кто есть из вас, из всего Его народа… пусть он идёт в Иерусалим, что в Иудее, и строит дом Господа, Бога Израиля, того Бога, который в Иерусалиме
— Езд. 1:2,3
Арамейская версия декрета устанавливает размеры храма и содержит распоряжение об оплате расходов на его строительство и о возвращении храму священной утвари, захваченной из Храма Соломона Навуходоносором. Примечательно, что расходы по постройке храма были им возмещены из податей, получаемых из провинций по западной стороне Евфрата. Кир также приказал финикийцам доставить в Яффу необходимое количество кедрового дерева на плотах из Тира и Сидона.
Работы по восстановлению храма велись под руководством Зоровавеля (Зерубавеля), который был потомком царя Давида и первосвященника Иехошуа. Рвение возвратившихся из Вавилонии иудеев в деле восстановления храма вначале было очень велико. Тотчас по прибытии на родину и водворении каждого в своём родовом уделе, в седьмом месяце, состоялось большое народное собрание в Иерусалиме. Новоприбывшие очистили от обломков и пепла территорию храма, возвели Жертвенник всесожжения и возобновили, таким образом, принесение жертв ещё до строительства самого храма.
На второй год после возвращения из Вавилона в 24-й день месяца кислев началось строительство. Смотрителями над рабочими были назначены левиты. При торжественной закладке фундамента священники играли на трубах, левиты на цимбалах, пелись хвалебные псалмы в ознаменование исполнения пророчества Иеремии и народ ликовал. Однако, к радости примешивалась и печаль: многие ещё помнили великолепие Храма Соломона и не могли удержаться от плача при виде его руин:  (Езд. 3:12).
Вскоре, однако, возникли распри между иудеями и самаритянами, которым не было позволено принять участие в строительстве, и они стали всячески препятствовать восстановлению Иерусалимского храма. В результате, строительство храма было прервано. Только во втором году царствования Дария строительство храма возобновилось. Дарий лично подтвердил декрет Кира и санкционировал продолжение работ; как и раньше, расходы на строительство, как и на регулярные жертвоприношения за благополучие царя и его близких, должны были покрываться из царской казны, а препятствующие восстановлению храма должны были караться смертью.
Работы были завершены в третий день месяца адар, на шестой год правления Дария. При торжественном освящении Второго храма были принесены в жертву 100 быков, 600 голов мелкого скота и в качестве очистительной жертвы — 12 козлов — по числу колен Израиля. Освящение завершилось празднованием Песаха.

### Архитектура Храма Зоровавеля
Об устройстве Храма Зоровавеля имеются лишь немногие разбросанные заметки, на основании которых нельзя составить цельного представления об этом здании. Сохранившиеся у Иосифа Флавия сообщения Гекатея из Абдеры, современника Александра Македонского, немного дополняют библейские данные. В Мишне, трактат Миддот посвящён устройству Второго храма. Остаётся, однако, неясным, относится ли это описание к храму до перестройки его Иродом или после.
Пророческое описание грядущего Храма Иезекиила довольно туманно и неопределённо, поэтому, по мнению Маймонида, строители Второго храма были вынуждены сочетать в нём архитектуру Храма Соломона с теми элементами Храма Иезекиила, описание которых достаточно ясно и понятно.
Иерусалимский храм был восстановлен на прежнем месте и, вероятно, занимал ту же площадь, что и Храм Соломона, по образцу которого он был построен. Однако по роскоши и славе Второй храм не мог сравниться с Первым, его главная святыня — Ковчег Завета — была утрачена. В начале персидского периода храм был скромных размеров и сравнительно небогато украшен. Однако по мере увеличения численности и улучшения экономического положения евреев здание расширяли и украшали.
Основанием храму служила Храмовая гора, имевшая площадь 500×600 локтей (приблизительно около 250×300 = 75.000 м²). Низшая её точка находилась на востоке, постепенно повышаясь, она достигала высшей точки на западе. Со всех сторон Храмовую гору окружали стены.
- Главным входом на Храмовую гору, через который на неё поднимались десятки тысяч евреев, служили расположенные на юге, почти в середине стены, двойные ворота. Ворота направо служили для входа, налево — для выхода[b]. Ворота эти назывались «Алдама» или «Хульда» (חולדה), по имени пророчицы, которая, по преданию, пророчествовала на этом месте. Здесь же находилась свободная площадь в 265 локтей ширины.
- Следующая за ней площадь имела лишь 115 локтей и находилась на востоке. Восточные ворота назывались «Шушан» (שושן), то есть Сузские, поскольку на них был изображён город Сузы, столица Персии, в качестве знака признательности персидскому царю, который дал разрешение на постройку храма, а также должен был служить напоминанием народу о том, откуда он пришёл[20].
- Северные ворота — «Тади», «ворота лишений», были сделаны в виде треугольника. Их название объясняется тем, что ими пользовались во время траура, ритуально нечистые и те евреи, кто был отлучён от общины (херем). Площадь перед ними была всего в 100 локтей².
- Наименьшая площадка, в 65 локтей², находилась на западе. Западные ворота назывались «Kironus», то есть «садовые», так как примыкали к садам и огородам, посаженным первосвященником Иехошуа, доходы с которых шли на фимиам. Размеры ворот были: 20 локтей ширины и 10 локтей высоты.

Высота стен, окружавших храм, не указана. По-видимому, они не очень высоко поднимались над крышей. Согласно письму Аристея (III в. до н. э.), они были высотой около 70 локтей. Восточная стена, однако, была ниже других, вероятно не выше 20 локтей, для того, чтобы первосвященник, сжигающий рыжую корову на Масличной горе, мог видеть храм. Толщина стен Храмовой горы составляла 5 локтей.
На восточной стороне шли 39 ступеней, по 1/2 локтя каждая, за исключением одной, которая была в целый локоть (всего 20,5 локтей). Эти ступени вели в Хейхал, находившийся почти на одном уровне с верхней частью восточной стены. На Офеле (южный склон Храмовой горы) и на территории между внешней стеной храма и городской стеной жили священники и храмовые служители.
Решётчатая деревянная изгородь (сорег) высотой 10 ладоней, на расстоянии 10 локтей от внешней стороны стен, окружавших храмовые дворы, охватывала храм со всех его сторон, и площадь, отделяемая ею от стен, называлась Хель («мирское»). За её границу было запрещено заходить ритуально нечистым и язычникам. Входы в неё, напротив ворот, охранялись. Эта ограда вызывала неприятное чувство у язычников, и, захватив храм, греки проломили 13 отверстий в сорег, который был, однако, снова восстановлен после победы Маккавеев.

#### Двор храма
12 мраморных ступеней в 42 локтя высотой вели от Хель во дворы. Ступени были защищены от солнца и дождя и служили народу местом, где он мог собираться и отдыхать.
Пространство внутри сорег представляло собой два двора (Азара): квадратный (135×135 локтей²) «внешний двор» или «женский» (Эзрат нашим) и «внутренний двор» («верхний»), который составляли «двор Израиля» (Эзрат Исраэль) на востоке и «двор священников» (Эзрат а-коханим) на западе. Оба двора, то есть нижний и верхний вместе, имели площадь в 135×322 локтя², нижний двор 135×135 локтей², верхний — 135×187.
Во внешнем дворе находились кладовые (в них хранились привезённые Эзрой из Вавилонии золото, серебро и храмовая утварь) и кельи для священников, а Иосиф Флавий сообщает о колоннадах, окружавших храм. В каждой из четырёх стен внешнего двора были ворота.
- Во внутренний двор вели ворота, расположенные на восточной[28] и на южной[29] стороне внешнего двора. Он был на 7,5 локтей выше внешнего, и к нему вели 15 ступеней, каждая высотой в 1/2 локтя. Стоя на этих ступенях, левиты пели так называемые «гимны ступеней»[30], в день праздника «водолития»[31].

«Двор Израиля» был открыт для всякого еврея, находящегося в состоянии ритуальной чистоты, и представлял собой узкую террасу в 135 локтей с севера на юг и 11 локтей с востока на запад. Этот двор фактически был частью «двора священников». Оба двора были окружены стеной высотой в 40 локтей, на которой были выставлены трофеи, захваченные у врага Хасмонеями.
«Двор священников» (135×176 локтей²), где проходила храмовая служба, представлял как бы продолжение «двора Израиля». Он был всего на 2,5 локтя выше «двора Израиля» и отделён от него большими тёсаными камнями.
Здесь находился большой четырёхугольный Жертвенник всесожжения, сложенный из неотёсанных камней. Он был возведён на основании жертвенника Первого храма, но в отличие от него располагался не в центре внутреннего двора, а был несколько смещён к югу, открывая вид на здание храма. В Храме Ирода жертвенник был квадратным (32 локтя²), однако, согласно Гекатею, первоначально он имел 20 локтей в длину и 10 локтей в ширину, как и в Храме Соломона. На каждом из его углов был «рог». В юго-западном углу жертвенника было два отверстия для стока крови жертвенных животных. Эта кровь стекала в трубу, которая вела к реке Кидрон. Возле этого угла были также две чаши, где совершались возлияния вина и воды.
135 локтей ширины двора с севера на юг разбивались следующим образом: на расстоянии 8 локтей от стены были расположены четыре ряда брёвен, занимавших 12,5 локтей, на которых потрошили жертвенных животных. Затем к югу от них стояло восемь столов в два ряда, на которых мыли жертвенных животных (Мишна, Миддот III, 5), четыре локтя свободного пространства, за которым следовала площадь в 24 локтя; здесь к 24 прикреплённым к почве жертвенным кольцам привязывали животных во время заклания. Кольца шли в четыре ряда. От этой площадки отделяли жертвенник 8 локтей свободного пространства, 32 локтя занимал жертвенник, 30 локтей — подъём (кевеш), наклонная плоскость, по которой поднимались на жертвенник. Перед кевеш стояли два стола, а на юго-запад от него находился умывальник.
По Бен-Сире, первосвященник Симон Праведный (Шимон ха-Цаддик) устроил во дворе храма большой медный бассейн с водой.
Впереди «двора священников» возвышалась эстрада (Духан) в форме трёх каменных ступеней, с верхней священники благословляли народ. Пространство между началом «двора священников» и Притвором храма равнялось 54 локтям.
На север от второго двора находилась «палата очага» (Бет а-мокед), вдававшаяся в Хель, её часть была отведена под пост для патруля. Над этой обширной палатой высился купол; с нею же сообщались четыре небольших покоя. В одном содержались жертвенные агнцы, в другом пекли «хлебы предложения», в третьем хранились камни жертвенника, осквернённого греками в четвёртом — ванная. Деревянная изгородь отделяла священную часть «палаты очага» от мирской в Хель.
Несколько других комнат, построенных под внутренним двором, вели во внешний двор, из них две были отведены для нужд левитов музыкантов, там они упражнялись в своём искусстве. Во внутреннем дворе сверху имелись ещё две комнаты, по обеим сторонам от «ворот Никанора». Направо — комната Пинхаса, хранителя облачений священников, заведовавшего также распорядком службы священников, которые делились на 24 «череды» (мишмарот). Налево помещалась комната пекарей, изготовлявших ежедневно шесть оладий для утреннего и столько же для вечернего жертвоприношения.
По обеим сторонам этого двора помещались шесть палат, по три на север и на юг; на север была помещена каменная палата (Лишкат а-газит), где заседал Синедрион, палата с чаном для питьевой воды и особая палата была предоставлена первосвященнику — «палата советников». На южной стороне были: палата для обмывания жертв, соляная палата, кожевенная палата.

#### Здание храма
Согласно книге Ездры (Эзры), Кир повелел, чтобы новый храм имел 60 локтей в ширину и 60 в высоту (возможно, что и в длину он также имел 60 локтей). Второй храм был, таким образом, даже больших размеров, чем Первый. Неизвестно, однако, был ли Храм Зоровавеля действительно построен по этому плану. Гекатей характеризует храм неопределённым выражением «большое здание». Отрывочная заметка в книге Эзры, где говорится о трёх рядах каменных плит и одном ряде «нового дерева», относится не к стенам храма, а к каменной ограде двора. Возможно, что Второй храм не был возведён на фундаменте Первого, а располагался на 35—50 локтей дальше к северо-западу.
Примечательно, что Второй храм перекрывал своим сводом пролёт длиной 35 метров, и это за много веков до изобретения подобного типа перекрытия римлянами. К тому же в главной башне храма существовало ещё три больших арки. Для отделки храма использовались, так же как и в Первом храме, кипарис и кедр.
В Святилище (Хейхал), вход в которое был закрыт занавесью, находилась только одна Менора, один Стол хлебов предложения и покрытый золотом Жертвенник воскурения.
Святая святых (Двир), закрытая занавесью, была, по общему мнению, совершенно пуста — на месте Ковчега находился камень, высотой в три пальца. На этот камень первосвященник в Йом Киппур ставил кадильницу.

### История Храма Зоровавеля
Организация службы в храме была в первую очередь заслугой Неемии (Нехемии). Он установил ежегодный налог в три пол-шекеля на регулярные и праздничные жертвоприношения и обязанность по очереди поставлять дрова для жертвенника. Он также ввёл обязательную ежегодную уплату десятины. Тем не менее пророк Малахия рисует весьма плачевную картину: люди уклоняются от уплаты десятины и храмовых приношений, а священники пренебрегают своими обязанностями.
Когда вслед за завоеваниями Александра Македонского Иудея подпала под власть греков (около 332 г. до н. э.), эллинистические цари относились к храму с уважением и посылали туда богатые дары. В это время первосвященник Симон Праведный (Шимон а-Цаддик) отремонтировал и укрепил храм, положив основание двойного возвышения вокруг ограды храма. Особой щедростью отличался сирийский царь Антиох III, жертвовавший для храма вино, масло, благовония, муку и соль, а также древесину для строительства и ремонта храмовых зданий. Подобно персидским правителям до него, он освободил весь храмовый персонал, включая писцов, от уплаты царских налогов. Селевк IV покрывал из царской казны все расходы на храмовые жертвоприношения, что, однако, не помешало ему попытаться конфисковать храмовые сокровища, когда он стал испытывать финансовые трудности.
Отношение Селевкидских правителей к храму резко изменилось в правление Антиоха IV Эпифана (175—163 гг. до н. э.). В 169 году до н. э. на обратном пути из Египта он вторгся на территорию храма и конфисковал драгоценные храмовые сосуды. Два года спустя (167 год до н. э.) он осквернил его, поставив на Жертвенник всесожжения небольшой алтарь Зевса Олимпийского. Храмовая служба была прервана на три года и возобновлена после захвата Иерусалима Иудой (Иехудой) Маккавеем (164 г. до н. э.) во время восстания Маккавеев (167—163 гг. до н. э.). С этого времени храмовая служба велась без перерывов, даже в то время, когда грекам на время удалось овладеть храмом.
Иуда Маккавей очистил храм от языческой скверны и отремонтировал его, а также поставил новый Жертвенник всесожжения и изготовил новую утварь для святилища. Ровно через три года после осквернения храма сирийцами он был освящён, и в нём были возобновлены жертвоприношения и зажигание Меноры. С этим связана история еврейского праздника Ханука, который ежегодно празднуется в память об этих событиях.
Лицевую стену храма Иуда Маккавей украсил 30 золотыми венцами и щитами и восстановил ворота и кельи, снабдив их новыми дверьми. Он также укрепил гору Сион, окружив Храмовую гору стенами и башнями. Укрепления эти, уничтоженные Антиохом V Евпатором, были потом восстановлены Маккавеем Ионатаном, и ещё увеличены Маккавеем Симоном (Шимоном). Симон также снёс господствовавшую над храмом крепость Акру, так что храм стал самым высоким местом в Иерусалиме.
Мятежная попытка народа помешать царю Александру Яннаю в исполнении священнических обязанностей в храме привела к тому, что на территории храма была воздвигнута ещё одна деревянная ограда вокруг того места, к которому и раньше имели доступ одни только священники, так что место жертвенника было со всех сторон ограждено.
Впоследствии, Второй храм постигли новые удары. Когда в 63 году до н. э. Помпей после трёхмесячной осады овладел Иерусалимом, римляне взяли штурмом укреплённый храм в День Искупления (Йом Киппур), покрыв его дворы многочисленными трупами. Помпей со всей свитой вступил в Святая святых, но не тронул священной утвари и храмовой казны. Несколькими годами позже на пути в Парфию Красс ограбил храмовую сокровищницу, взяв из неё две тысячи талантов серебра.
При завоевании Иерусалима Иродом, несколько колонн храма были сожжены и дворы храма залиты кровью защищавших его. Тем не менее, дальнейшее осквернение храма было Иродом остановлено.

## Перестройка Ирода (20 до н. э. — 70 н. э.)

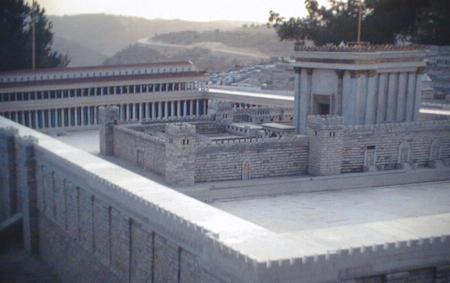
Модель Храма Ирода.

### Ход строительства
Обветшавший Иерусалимский храм не гармонировал с новыми зданиями, какими Ирод украсил свою столицу. Примерно в середине своего царствования Ирод принял решение о переустройстве Храмовой горы и о перестройке самого храма, надеясь этим актом приобрести расположение народа. Кроме этого он руководствовался желанием исправить те повреждения, которые он сам причинил на святом месте при завоевании города. Желание реставрировать храм слилось в планах Ирода с его стремлением создать себе в истории славу царя Соломона, и в то же время, пользуясь реставрацией храма, усилить надзор за ним, что было достигнуто строительством, в административных целях, крепости во дворе храма и устройством подземных ходов .
В соответствии с текстом «Иудейской войны», строительные работы начались на 15-м году царствования Ирода, то есть в 22 году до н. э. «Иудейские древности» сообщают, однако, что осуществление проекта началось на 18-м году царствования Ирода, то есть в 19 году до н. э.
Чтобы не вызвать народного гнева и волнений, царь приступил к реставрации храма лишь после заготовки необходимых для строительства материалов и окончания всех подготовительных работ. Были приготовлены около тысячи телег для транспортировки камня. Тысяча священников была обучена строительному мастерству для того, чтобы они могли произвести всю необходимую работу во внутренней части храма, куда разрешено входить только священникам. Мишна сообщает, что строительство велось с тщательным соблюдением всех требований Галахи. Были приняты необходимые меры, чтобы во время работ обыкновенные службы в храме не прекращались.
Объём работ был колоссальным, и они продолжались в течение 9,5 лет. Работы по перестройке самого корпуса храма продолжались 1,5 года, после чего он был освящён; в течение ещё 8 лет Ирод с большим энтузиазмом занимался переделкой дворов, возведением галерей и устройством внешней территории. Работа по отделке и доработке отдельных частей здания храма и строительство в системе дворов на Храмовой горе продолжалось ещё долгое время после Ирода. Так, ко времени, когда, согласно Евангелиям, в храме проповедовал Иисус, строительство продолжалось уже 46 лет. Строительство было окончательно завершено лишь при Агриппе II, в период правления наместника Альбина (62—64 гг. н. э.). То есть, всего за 6 лет до разрушения храма римлянами в 70 году.
Тем не менее, несмотря на все изменения, внесённые в храмовый комплекс Иродом и священниками, которые значительно расширили здание самого храма, обновлённый храм не стал новым Третьим Иерусалимским храмом, а продолжал называться, как и Храм Зоровавеля, Вторым Иерусалимским храмом.

### Архитектура храма
Основными источниками сведений о Храмовой горе и храме являются трактаты Мишны «Миддот» и «Тамид» и некоторые другие тексты Талмуда и Мидрашей, а также детальное описание здания храма Иосифа Флавия в его трудах «Иудейские древности» (XV, 11) и «Иудейская война» (V, 5:1-6). Ещё одним источником является Новый Завет, в котором тоже содержится описание храма. Помимо этого существуют многочисленные археологические свидетельства, полученные в результате раскопок на участках к югу и к западу от Храмовой горы. Они дополняют сведения, взятые из литературных источников, о внешних территориях Храмовой горы, о галереях и воротах храма. Однако, при реконструкции самого здания храма, исследователи вынуждены целиком полагаться на описания, содержащиеся в литературных источниках, поскольку непосредственно на Храмовой горе археологические раскопки никогда не проводились.
По своей площади реставрированный Иродом храм достиг тех размеров, которые были указаны Храмом Соломона, сохранив в своём плане и общих формах его особенности. При его строительстве использовался главным образом белый камень, ворота и многие из украшений были отделаны серебром и золотом. Талмуд утверждает, что «тот, кто не видел Храма Ирода, никогда в жизни не видел красивого здания».
Прежде всего, Ирод удвоил площадь Храмовой горы (144 тыс. м², периметр — 1550 м). Подобные размеры были достигнуты за счёт строительства двух мощных поддерживающих стен: южной стены, длиной 280 метров, и западной стены, длиной 485 метров, из камней весом до 100 тонн. Работы на Храмовой горе полностью изменили топографию местности данного участка. Различия в высоте были преодолены путём срытия высоких участков, заполнения котловин грунтом и камнями и строительством системы арок, помещения под которыми служили также хранилищами и подземными переходами. Территория Храмовой горы имела теперь вид четырёхугольника, по форме похожего на трапецию. Поддерживающие её стены вздымались на высоту около 30 метров над уровнем улиц, примыкавших к горе с юга и запада. Участок западной стены, который служит местом молитвы в наши дни («Стена плача»), является лишь небольшим фрагментом западной стены того времени.
Наружные стены храма были значительно исправлены. В некоторых местах, особенно по углам, в военных целях были построены башни. Стены были настолько широки, что они представляли достаточно места для целых военных отрядов.
На западной стене, обращённой к городу, располагалось специальное священническое крыло, имевшее значение нынешних минаретов в мечетях; с юго-западного её угла звуками трубы возвещали о наступлении Субботы или праздника.
Снаружи к стене — по меньшей мере, к её юго-западной части — примыкала площадь, состоявшая из нескольких уровней, соединённых ступенями; под самыми низкими уровнями этой площади были сделаны помещения для лавок торговцев.
Два моста вели к восточной стене Храмовой горы. О её высоте, увеличивавшейся ещё проходящим внизу ущельем, Флавий говорит, что она могла вызвать головокружение у смотревших сверху.
Хотя изнутри наружные стены храма были гораздо ниже, чем снаружи, их высота была весьма значительна и, насколько можно судить по высоте упиравшихся в неё галерей, доходила до 35 локтей и более. Вдоль этих стен с внутренней стороны непрерывной линией проходили галереи, состоявшие на восточной, западной и северной сторонах из двух пролётов или аллей мраморных колонн, 25 локтей высоты, расположенных тремя рядами. Пол в галереях был составлен из разноцветных мраморных плиток, крыша состояла из кедровых балок. Так было выполнено Иродом древнее предписание «о трёх рядах камней и одном ряде кедров» вокруг двора храма. Для освещения внутренней части галереи служили большие окна в наружной стене, которые, при нападении неприятеля, использовались в качестве амбразур крепости. Украшениями этих галерей были развешанные здесь военные трофеи.
- Северная и западная галерея были, вероятно, военными портиками, так как они имели непосредственную связь с крепостью Антония, лежавшей на перекрёстке двух этих портиков. Эти две галереи были менее людны, чем восточная и южная: народ избегал приближаться к башне Антония. По временам здесь ставились военные патрули для наблюдения за народным движением, особенно в дни больших праздников[83].
- Восточная называлась притвором Соломона и служила для народных учителей местом учения и проповеди[84]. Вполне возможно, что эта галерея выполняла функции синагоги.
- Более сложного устройства была южная, наиболее отдалённая от храма, галерея, которая имела четыре ряда колонн и три аллеи между ними. Она называется у Флавия «царской стоей» (галереей). О ней Иосиф Флавий пишет так: «это здание заслуживает того, чтобы рассказать о нём, больше, чем чтобы то ни было другое, находящееся под солнцем»[68]. Из подробного описания Флавия следует, что это было величественное сооружение в форме базилики с четырьмя рядами колонн. Два центральных ряда делили пространство галереи на три отделения: просторный зал посередине и два узких коридора сбоку. С внешней стороны помещения располагались два дополнительных ряда колонн[e]. Эта галерея предназначалась для торговцев и выполняла функции римского Форума.

Со всех четырёх сторон внешней ограды галереи пересекались воротами и соединёнными с ними пристройками. Ворота были поставлены Иродом на тех же местах, где они стояли при Соломоне, за исключением западной стороны, обращённой к городу, где из-за возросшего населения города потребовалось увеличить число ворот во внешней стене храма. Храм Соломона имел здесь двое ворот, Флавий же насчитывает их здесь четыре. Остатки почти всех ворот Храма Ирода сохранились до нашего времени.
На «царскую стою» поднимались по лестнице, опиравшейся на ряд арок. Лестница начиналась от мощёной улицы, проходившей параллельно западной стене храма. До наших дней сохранился внушительный фрагмент данной лестницы, так называемая «арка Робинсона», которая располагается между рядами камней западной стены недалеко от её юго-западной оконечности.

#### Двор храма
- За внешней стеной простирался двор, поражавший язычников своей величиной[85]. Сюда сгонялись для продажи жертвенные животные, здесь же устраивались меняльные конторы, особенно перед праздниками[86]. Площадь (Рэхават а-байт) была вымощена камнем[80] и имела много фонтанов. Как внешние галереи храма, так и площадь называются у христианских писателей двором язычников[87], поскольку доступ сюда был открыт всем, включая язычников. Кроме язычников, сюда могли входить и евреи, которые находились в состоянии нечистоты и даже те, кто подвергся отлучению (херем). У Флавия внешний двор носит различные названия: внешнее, нижнее, первое святилище[88], в Талмуде он называется «мирским двором» (Хель)[89].
- На вершине Храмовой горы Ирод расчистил от посторонних построек обширное пространство (500×500 локтей), которое было тщательно отделено от остальной территории Храмовой горы и образовывало второе отделение храма, которое у Флавия называется «внутренним двором»[90] или «вторым святилищем»[80]. В Мишне этот двор называется Азара (עזרה), то есть заключённое оградой место среди площади. Внутренний двор, хотя и был окружён со всех сторон внешним двором, находился не в самом его центре: ближе всего к внешнему портику он был с западной стороны, несколько дальше внешней галереи он был на северной стороне, ещё дальше — на восточной и дальше всего внутренний двор находился от внешней галереи южной стороны[91]. Таким образом, больше свободного пространства на внешнем дворе было на юге, и поэтому сюда были направлены большая часть внешних ворот (4 южных и двое западных).

Прежде чем подойти к лестницам, приводившим с внешнего двора во внутренний, посетитель храма встречал барьер из резного камня в три локтя высотой, называемый в Мишне сорег. Этот барьер окружал внутренний двор со всех сторон. На равном расстоянии друг от друга на нём были укреплены таблички с надписями на греческом и латинском языках, предупреждавшие, что неевреям под страхом смерти запрещено входить на священную территорию храмового двора.
Стена внутреннего двора находилась на некотором расстоянии от барьера. Вокруг стен внутреннего двора была земляная насыпь шириной 10 локтей, примыкавшая к стене храмового двора. Со стороны внешнего двора она представляла 14 уступов, выложенных камнем и имевших вид лестниц. Исключение представляла только западная сторона, где насыпь не имела уступов.
Сама стена была устроена по образцу внешней стены первого двора, то есть представляла собой широкую крепостную стену с башнями для защиты против неприятеля. Из истории взятия Иерусалима римлянами известно, что, когда внешняя стена храма была пробита, евреи укрылись за стеной внутреннего двора, которая в течение шести дней выдерживала непрерывные удары стенобитных машин римлян. Высота этой стены снаружи составляла, по Флавию, 40 локтей, что было в десять раз меньше наружной высоты стены внешнего двора. Изнутри же она имела всего 25 локтей высоты. Разность между наружной высотой стены и внутренней — 15 локтей, — была высотой подъёма, который вёл с внешнего двора во внутренний.
Внутренняя стена имела 9 ворот — четверо с севера, столько же с юга и одни с востока. Чтобы войти в ворота, нужно было подняться ещё на 5 ступеней. Таким образом, уровень внутреннего двора был ещё выше внешнего. Всё его пространство самой природой разделялось на две части: от восточных ворот на запад шла ровная площадь длиной 135 локтей, затем грунт горы подымался уступом на высоту 7 или 7,5 локтей.
- Нижний уступ в восточной половине двора, который представлял собой правильный квадрат (135×135 локтей) назывался «Женский двор» (Эзрат нашим), поскольку был крайним пределом, до которого могли доходить женщины. Этот двор был окружён балконом. В каждом из его четырёх углов были квадратные приделы (40×40 локтей) без кровли:

- Юго-восточный служил назареям местом, где они приготавливали свои приношения по истечении срока обета и сжигали свои остриженные волосы.
- Северо-восточный был отведён под склад дров для нужд жертвенника и очага.
- Северо-западный обслуживал излечившихся от «цараат» (проказы), прежде чем их допускали во внутренний двор, для обряда помазания елеем и т. д.
- Юго-западный служил складом вина и масла для ламп и «мучных жертвоприношений».

В каждой из четырёх стен «женского двора» были ворота.
- Верхний уступ был разделён на две части барьером, идущим с севера на юг: длинный и узкий (135×11 локтей) «двор Израиля» (Эзрат Исраэль), открытый для всякого еврея и «двор священников» (Эзрат ха-коханим) (188×135 локтей). «Двор священников» был приблизительно на 3 локтя выше «двора Израиля» и отделён от него большими тёсаными камнями. Оба двора были окружены стеной высотой в 40 локтей, на которой были выставлены трофеи, захваченные у врага Хасмонеями и Иродом. В середине этой стены, отделявшей «внутренний двор» от «женского двора», были ворота, которые Флавий называет подкоринфскими или верхне-коринфскими. Эти ворота находились прямо против ворот восточной стены женского двора.

Всего во двор священников вели семь или восемь ворот, между которыми (и частично над которыми) находились служебные помещения, где изготовляли фимиам (Бет Автинас), ванна для омовения первосвященника в Йом-Киппур (Бет ха-твила), помещения, в которых приготовляли хлебы предложения, заседал Синедрион и т. д.
Здесь осуществлялось большинство жертвоприношений, и находился большой квадратный (50×50 локтей) Жертвенник всесожжения высотой 15 локтей; на каждом из его углов были рогообразные выступы. В юго-западном углу жертвенника было два отверстия для стока крови жертвенных животных. Эта кровь стекала в трубу, которая вела к реке Кидрон. Возле этого угла были также две чаши, где совершались возлияния вина и воды. К жертвеннику восходили по подъёму (кевеш), примыкавшему к его южной стороне. Он был сооружён без железного инструмента, и никогда железо его не коснулось.
Между жертвенником и фасадом храма находился медный сосуд с 12 кранами для омовения рук и ног священников.

#### Здание храма

Карта Иерусалима, 1584 год

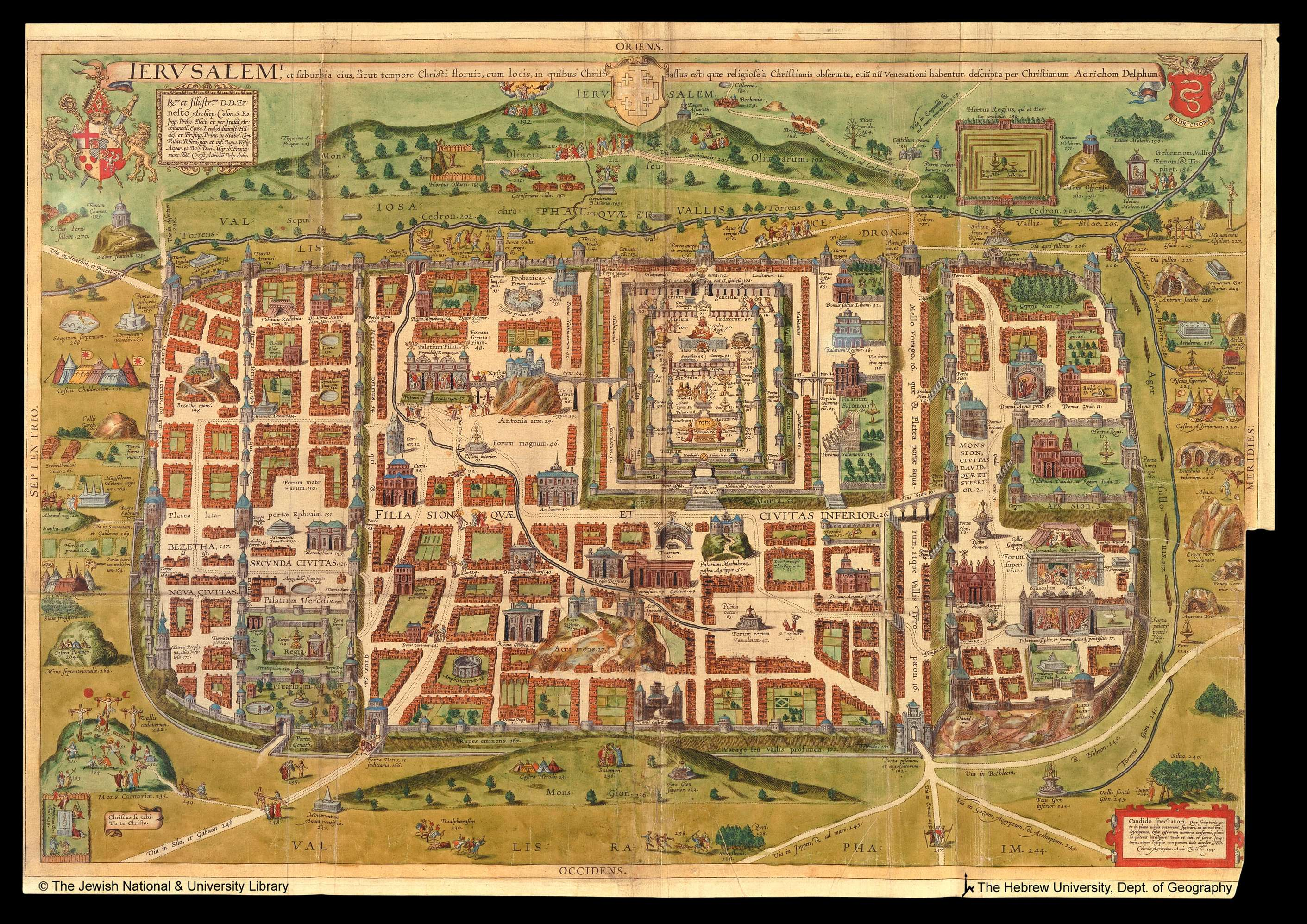
Карта Иерусалима, 1584 год

Внешний вид храма Иосиф Флавий описывает так:

«Внешний вид храма представлял всё, что только могло восхищать глаз и душу. Покрытый со всех сторон тяжёлыми золотыми листами, он блистал на утреннем солнце ярким огненным блеском, ослепительным для глаз, как солнечные лучи. Чужим, прибывавшим на поклонение в Иерусалим, он издали казался покрытым снегом, ибо там, где он не был позолочен, он был ослепительно бел.»— Иосиф Флавий, «Иудейская Война» V, 5:6
На платформе, возвышавшейся на 6 локтей над внутренним двором, стояло здание храма из зелёного и белого мрамора. Так как площадь горы, по мере приближения к храму, подымалась всё круче и круче, то и само здание храма, высоко поднимавшееся над окружавшими его дворами, видно было со всех концов города. На платформу со стороны фронтона храма вели 12 ступеней, 1/2 локтя каждая. Сама платформа представляла собой циклопическую стену, размер каменных глыб которой достигал 45 локтей длины, 5 локтей высоты и 6 ширины. Для всей длины платформы подобных камней требовалось не более трёх.
Здание Второго храма было построено по образцу Первого храма. Все отделения Храма Соломона имелись и здесь: Притвор или Улам (אולם), Святилище или Хейхал (היכל) и Святая святых или Двир (דביר). Длина и ширина Святилища и Святая святых остались те же. Остались и трёхъярусные боковые пристройки вокруг храма, в том же количестве и порядке их расположения. Существенно отличался Храм Ирода от Храма Соломона своей высотой.
По описанию Флавия и законоучителей, посещавших храм, его высота была 100 локтей, такая же была и его длина. Фасад здания был обновлён и имел квадратную форму — 100×100 локтей. Задняя часть здания была такой же высоты, но лишь 60 локтей в ширину. Фасад был украшен четырьмя колоннами коринфского ордера. Храм имел плоскую крышу, окружённую балюстрадой в три локтя высоты. Чтобы не допускать птиц садиться на кровлю, она была вся уставлена золотыми заострёнными спицами в локоть высоты.
- Притвор имел в длину 70 локтей, а с востока на запад — 11[96]. Его входные ворота (40 локтей высоты и 20 ширины) были открыты, и через них была видна большая завеса (масах), открывавшаяся в часы богослужений. Она была богато расшита белым, голубым, алым и пурпуровым цветами[97][98]. Притолока входа состояла из пяти дубовых балок, положенных друг на друга и украшенных искусной резьбой. Первая балка над входом выдавалась всего на один локоть с каждой стороны, вторая на два, и т. д. Таким образом, пятая балка имела в длину 30 локтей. Один ряд камней отделял одну балку от другой[99]. Поперечные балки из кедра шли от стены Притвора к Хейхалу.

Стена Притвора, толщиной в пять локтей, в середине была прорезана огромной амбразурой, имевшей, по Флавию, 70 локтей в высоту и 25 в ширину, согласно Мишне её размеры были 50 и 20 локтей. С потолка Притвора спускались золотые цепи, по которым взбирались молодые священники для надзора за венцами (атарот) в окнах храма.
Внутри Притвора помещалось два стола: мраморный направо, на него клали свежие «хлебы предложения» до того как их вносили в Хейхал, и золотой, налево, на котором помещались старые священные хлебы предназначенные в пищу священникам. По обе стороны Притвора были расположены служащие складами для ножей палаты (11×15×8 локтей3). По-видимому, хранение ножей не было их единственным назначением. Калитки по обе стороны Притвора вели в кельи, окружавшие Хейхал. Южная калитка всегда находилась под замком.
- Из Притвора «Великие ворота», закрывавшиеся двумя двустворчатыми дверьми (10 локтей ширины и 20 высоты)[i], вели в Хейхал храма. Флавий пишет[103], что эти ворота были сделаны из золота, которое было подарено Иродом, и раскрывались с чрезвычайным трудом, так что для этого требовались совокупные усилия 20 священников. «Великие ворота» храма также закрывались снаружи богатейшей завесой, висевшей на золотом пруте; она была тех же четырёх цветов, что и завеса Скинии, с изображениями небесных звёзд. Флавий называет выделку этой завесы вавилонской[100][64]. В праздничные дни, когда в храм приходили значительные массы народа, завеса Притвора подымалась, чтобы народ мог видеть внутренность Святилища[104]. Над воротами, на стене Притвора, висела золотая виноградная гроздь, увешанная различными дарами, приносимыми в храм. Виноградная гроздь была одним из символов Израиля.

Толщина стен Хейхала была 6 локтей, высота — 100 локтей, из которых 6 локтей приходились на фундамент, 40 локтей была высота внутреннего Зала и ещё 40 локтей — высота аттика (верхнего яруса здания); остальные 14 локтей занимали отделка филёнчатой работой, балюстрада и пр.. Храм, таким образом, был двухэтажным зданием, оба этажа которого были одинаковых размеров.
Как и в Храме Соломона, Хейхал Второго храма был окружён кельями. Всего в боковых пристройках было 38 помещений. На севере и юге их было по 15, расположенных в три яруса по 5 келий; нижний ярус в 5 локтей глубины, средний в 6 и верхний в 7. Длина кельи с востока на запад не указана, скорее всего, она составляла около 14 локтей. На западе было 8 келий в три яруса, два яруса по три кельи, а верхний в две. Три двери соединяли каждую келью с соседними и верхнею, за исключением двух угловых на северо-востоке и юго-востоке, которые имели ещё по две двери для выхода в Хейхал и Притвор. Общий ход к кельям, у Флавия он называется золотой дверью, находился на северо-восточном углу. Окна келий были с выступами. Толщина их стен была 5 локтей и между нижними кельями и стенами, идущими с востока на запад из Притвора, параллельно северной и южной стенам Хейхала, находилось пространство в три локтя. На северной стороне это пространство занимала наклонная плоскость (мессиба), поднимавшаяся с востока на запад и соединявшаяся с верхним ярусом келий на северо-западе. Мост соединял верхние кельи на юго-западе с юго-восточным углом Хейхала, соединяя аттик посредством подъёмной двери и лестницы с его крышей. На южной стороне находился отвод для воды с крыши Хейхала и верхних келий. Назначение верхнего яруса храма и вышеупомянутых келий в Талмуде не указано. Вероятнее всего, они предназначались для обороны и служили складами оружия и других военных припасов.
Сам Хейхал имел 20 локтей длины, 40 ширины, и столько же высоты. В нём располагались Стол хлебов предложения направо от входа, золотая Менора, налево, а покрытый золотом жертвенник воскурения находился между ними, ближе к Притвору. Окна Хейхала были у его верха. Высокие колонны разделяли храм на три нефа.
- В глубине Хейхала находилось наиболее священное отделение храма, Святая святых (Двир) (20×20×40 локтей³), отделённое от Хейхала двойной завесой (парохет)[41], которая, по Флавию, была вся траурная. Внешняя завеса была откинута направо, внутренняя — налево, а пространство, шириной в один локоть, между ними считалось неопределённым по своему характеру (мудрецы не пришли к согласию по вопросу — признавать ли его как часть Святая святых или Хейхала). Святая святых не имела никаких украшений и во Втором храме была совершенно пуста[108] — на месте Ковчега находился камень, высотой в три пальца (так называемый, «Камень Основания»). Раз в году — в Йом Киппур — первосвященник входил туда, чтобы возжечь фимиам и тогда ставил кадильницу на этот камень[42].

Ирод наложил на храм отпечаток греко-римской архитектуры. Флавий глухо говорит о том столкновении, какое имел Ирод по этому вопросу с представителями иудейства. О том, что эта борьба была очень значительна, свидетельствует тот компромисс, которым она окончилась: устройство самого храма было предоставлено традициям и вкусу самих священников, в то время, как переделка дворов, особенно внешнего двора, осталась за Иродом. Таким образом, двор храма, предоставленный Ироду и его архитектурным вкусам должен был потерять свой традиционный характер: вместо прежних трёхэтажных помещений вдоль дворовых стен, вокруг дворов была возведена тройная колоннада в эллинистическом стиле. В этом стиле были построены также «ворота Никанора» и фасад храма. Однако, что касается строений, непосредственно связанных с храмовой службой, то здесь использовался традиционный стиль Востока.

### Разрушение Второго храма

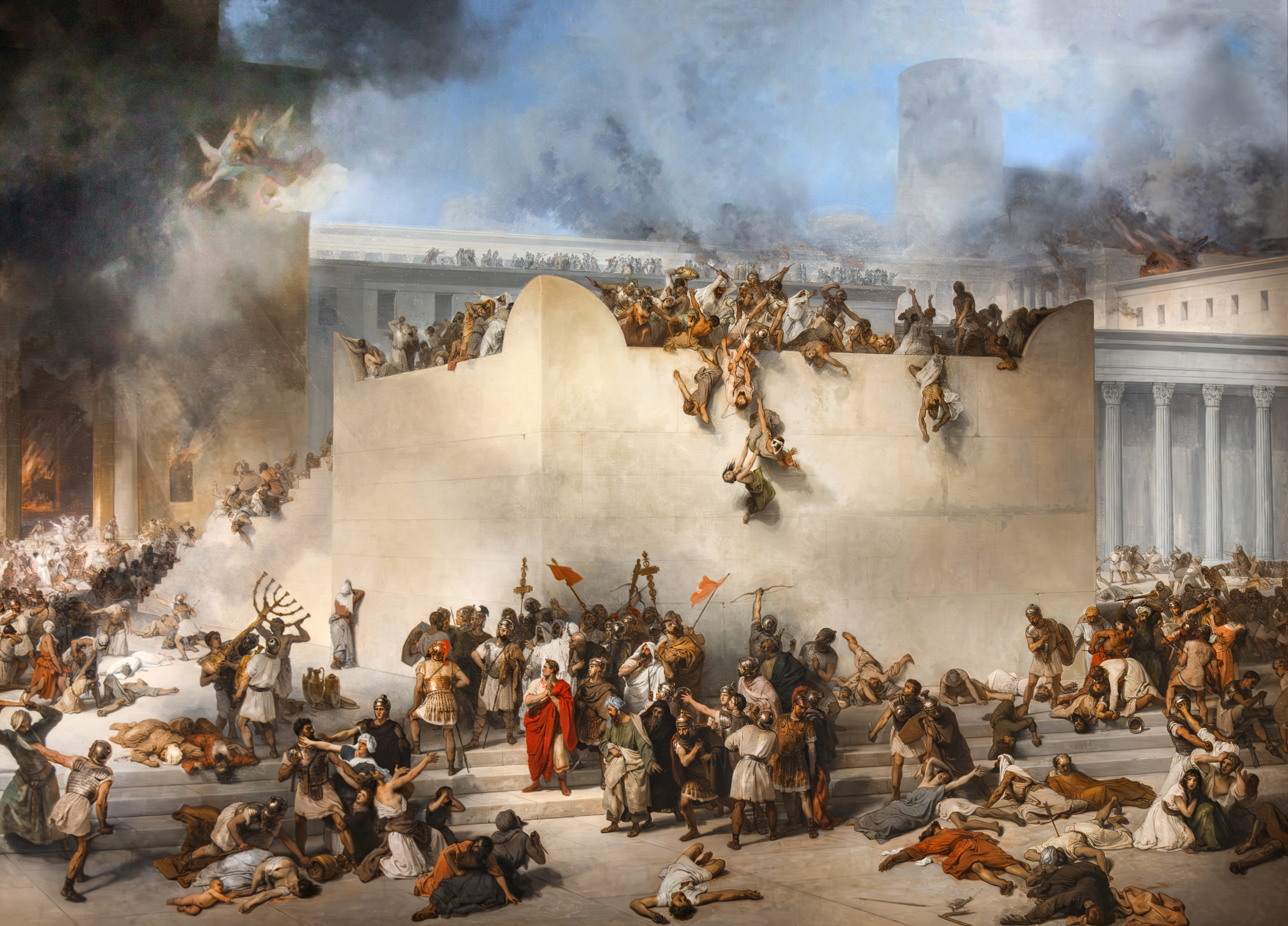
«Разрушение Иерусалимского храма». Картина Франческо Айеца

Храмовая гора и храм не только были настоящим сердцем Иерусалима эпохи Второго храма, но и служили духовным центром всей еврейской нации.
Начало антиримского восстания 66—73 годов (Первая Иудейская война) ознаменовалось прекращением регулярных жертв за благополучие римского императора. При подавлении этого восстания римская армия во главе с будущим императором Титом, осадила Иерусалим. С самого начала осады военные действия сконцентрировались вокруг храма. В 70 году Иоанн Гискальский укрепился в храме и в ходе сопернической борьбы с Симоном (Шимоном) Бар-Гиорой соорудил на углах храмового здания башни.
Осада и бои за город длились пять месяцев. Согласно описанию событий у Иосифа Флавия, первым шагом римлян к захвату Храмовой горы было разрушение части стены крепости Антония, расположенной напротив храма (в третий день месяца таммуз). На развалинах крепости римляне построили насыпь, которая достигала стены храмового двора. 17 таммуза прекратилось принесение жертвы тамид, — возможно, потому, что не было священников для проведения ритуала. Между 22 и 28 таммуза сгорели храмовые колоннады. Однако неоднократные попытки римлян овладеть стеной храмового двора не увенчались успехом, пока 9-го Ава (4 августа) Тит не приказал поджечь храмовые ворота. На следующий день в римском штабе состоялся совет относительно судьбы храма. Согласно свидетельству Флавия, Тит намеревался пощадить храм, но его подожгли римские солдаты. В то же время, другой источник сообщает, что Тит требовал разрушить храм. Как бы там ни было, храм запылал. Удерживавшие храм повстанцы сражались до конца, и, когда пламя охватило здание, многие из них бросились в огонь. Храм горел в течение 10 дней, а к сентябрю весь Иерусалим был превращён в руины. Храмовая гора была распахана. Римлянами были пленены почти 100 000 жителей. Общее же количество погибших от меча, голода и пленённых за время войны, по свидетельству Иосифа Флавия, было около 1 миллиона 100 тысяч.
Таким образом, спустя всего 6 лет после окончания строительства нового, роскошного Иерусалимского храма, в 70 году н. э. он был разрушен. Это произошло в тот же самый день, 9-го Ава по еврейскому календарю, в который вавилоняне сожгли Храм Соломона.
Часть храмовой утвари из разрушенного храма уцелела и была захвачена римлянами — эти трофеи (среди которых знаменитая Менора) изображены на рельефах триумфальной арки Тита на римском Форуме.

### Восстановление храма
Согласно еврейской традиции, храм будет восстановлен во время пришествия Машиаха. Согласно христианскому преданию, Третий храм будет восстановлен незадолго до Второго Пришествия Христа во времена антихриста.
Все святые отцы считали, что наложение печати антихриста его лжепророком будет происходить в те 3,5 года царствования Антихриста, которые непосредственно предшествуют второму славному пришествию Господа нашего Иисуса Христа. Другие события этого времени — построение Соломонова храма, проповедь пророков Еноха и Илии и убиение их в Иерусалиме и др.
Воскресил Спаситель святую плоть Свою как храм; восстановит также и он (антихрист) каменный храм в Иерусалиме.